# 北進站

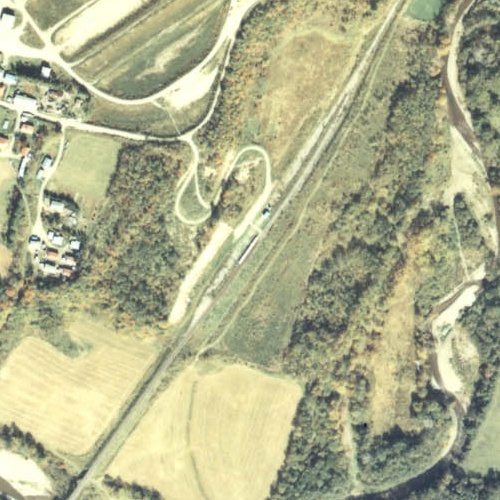
車站周邊的航空相片。圖中央為北進站，左下方是白糠站方向，右上方是足寄站方向。

北進站（日语：／ Hokushin eki */?）是位於北海道白糠郡白糠町上茶路基線，日本國有鐵道（國鐵）的白糠線終點站（廢站）。隨著白糠線廢線，車站在1983年（昭和58年）10月23日廢除。

## 歷史
在1964年（昭和39年），白糠站至上茶路站之間先行營業。在1970年（昭和45年），白糠線工程已經完成，但是由於煤礦關閉，因此預期看不到客量。國鐵把路線暫緩啟用。同時，時任運輸大臣佐佐木秀世的支持下，最後於1972年（昭和47年）啟用。
由於周邊人口很少，因此列車班次每日只有3往返班次，只有若干學生使用鐵路。
最後，在1980年（昭和55年）實行日本國有鐵道經營再建促進特別措置法（國鐵再建法），白糠線成為特定地方交通線，更於1983年（昭和58年）廢除。由啟用至結業只有11年。
- 1972年（昭和47年）9月8日 - 日本國有鐵道白糠線 上茶路站至此站之間開通，此站啟用[1]。當時為旅客車站[1]。當時已經是無人車站[2]。
- 1983年（昭和58年）10月23日 - 白糠線全線廢除，此站也廢除[1]。

### 站名的由來
車站名稱不是取自當地地名，當地地名「三股」取自茶路川的分支。而此站名稱的源自希望當地「今後向北方前進，期待未來開拓和發展」，因此名為「北進」。
在車站啟用前的暫名為釧路二股（くしろふたまた）。

## 車站構造
截至車站廢除前，此站是地面車站，設有1面1線的單式月台。月台位於路軌西邊（北進方向的列車會開啟左邊車門）。在車站啟用已經為無人車站，沒有車站大樓。月台北邊出入口處設有候車室。

## 使用狀況
截至1981年度（昭和56年度），1日上下車人次為4人。

## 車站周邊
- 國道274號
- 國道392號（日语：国道392号）
- 茶路川（日语：茶路川）
- 北進簡易郵局 （页面存档备份，存于）（日語）

## 現況
截至2001年，車站遺址變成一個細而長的空地，沒有任何車站痕蹟。截至2010年和2011年也是同樣。
截至2001年，車站遺址附近還有「第二十三茶路川橋樑」。截至2011年也是同樣，該橋樑變成道路橋。

## 相鄰車站
日本國有鐵道
白糠線
下北進－北進
白糠線（未成區間）
北進－<鯉方信號場（計劃中，暫名）＞－茂螺灣（計劃中，暫名）

## 注腳
1. 1 2 3 4 5  石野哲（編）. . JTB. 1998: 895. ISBN 978-4-533-02980-6 （日语）.
2. 1 2  . 鐵道公報 (日本國有鐵道總裁室文書課). 1972-09-02: 3 （日语）.
3. 1 2   第1版. 札幌市: 日本國有鐵道北海道總局. 1973-03-25: 151. ASIN B000J9RBUY （日语）.
4. 1 2  書籍《国鉄全線各駅停車1 北海道690駅》（小學館，1983年7月發行）141頁。
5. 1 2  書籍《鉄道廃線跡を歩くVII》（JTB出版，2001年1月發行）49頁。
6. ↑  書籍《新 鉄道廃線跡を歩く1 北海道・北東北編》（JTB出版，2010年4月發行）70-71頁。
7. 1 2 3 4  書籍《北海道の鉄道廃線跡》（著：本久公洋，北海道新聞社，2011年9月發行）146、156頁。